# Tema de Calàbria
El tema de Calàbria va ser un tema (província civil i militar) de l'Imperi Romà d'Orient, situat a Itàlia. Va ser creat formalment a mitjan segle x, quan va desaparèixer el tema de Sicília. Va donar lloc al Ducat de la Pulla i Calàbria després de la conquesta normanda de la Itàlia meridional.

## Història

### Conquesta i reorganització
Després de les invasions longobardes i àrabs, l'Imperi Romà d'Orient va aconseguir progressivament guanyar territori a Itàlia al final del segle ix. Van expulsar els àrabs de Calàbria cap al 880. Però els romans d'Orient no van poder impedir la conquesta de Sicília pels àrabs i l'administració del tema de Sicília es va anar retirant gradualment cap a Calàbria, fins al punt que gairebé tot el tema es va situar en aquella regió. La caiguda de Taormina el 902 marca el final de la presència romana d'Orient a Sicília i el tema de Sicília va prendre el nom de tema de Calàbria alguns anys després. Les dues metròpolis d'aquest tema eren Reggio de Calàbria i Santa Severina. Era un dels dos temes que tenia l'Imperi Romà d'Orient a Itàlia, i l'altra era el Tema de Longobardia. A diferència de Longobardia, la població de Calàbria era majoritàriament grega i patia molt més els raids àrabs. Tot i això, els dos temes estaven governats moltes vegades pel mateix estrateg i des del regnat de Nicèfor II (r. 963-969), es va crear el catepanat d'Itàlia per substituir el tema de Longobardia, però el catepà no tenia autoritat sobre l'estrateg de Calàbria. És possible que el tema de Calàbria se superposés de vegades al Tema de Lucània. De fet, aquest últim tema només consta en un sol document de l'any 1042 i la seva importància era menor.
Quan els romans d'Orient van ocupar la regió, aquesta estava profundament desorganitzada i patia un dèficit demogràfic important, excepte al voltant de Reggio. Les autoritats van sol·licitar poder reorganitzar Calàbria re-fortificant les ciutats, i els pobles es van deixar amb els seus propis recursos, excepte a les zones més amenaçades. Allà, els romans d'Orient van crear llocs fortificats destinats a l'administració local. De vegades, només hi havia algunes torres situades als pobles perquè només l'Estat podia construir fortificacions i els seus agents no anaven pels petits municipis. Al llarg dels segles x i XI, es van construir noves ciutats al tema per intentar millorar l'administració de Calàbria ja que moltes de les antigues ciutats havien desaparegut amb la conquesta longobarda. Es poden distingir tres períodes de construcció de ciutats tant a Calàbria com a Longobardia:
- El primer període va tenir lloc a finals del segle ix i es va concretar en el retorn de les poblacions gregues a la regió de Sila i a les ciutats de Cerenzia, Rizzuto, Nicastro...
- El segon va coincidir amb l'elevació del tema de Longobardia al rang de catepanat. L'objectiu que es buscava era millorar l'administració local en algunes zones poc poblades com la Basilicata.
- El tercer va tenir lloc entre els anys 1010 i 1020 sota l'impuls del catepà Basili Boiannes. Calàbria va créixer amb noves ciutats construïdes al llarg de la costa per oposar-se millor als atacs àrabs procedents de Sicília. Entre aquestes ciutats hi ha Catanzaro, Oppido Mamertina i Stilo.

Aquesta nova organització urbana va marcar profundament la geografia de Calàbria. Les ciutats de Calàbria es van situar principalment en punts rocosos per millorar la seva protecció. Eren de mida mitjana, però tenien més importància que els castra occidentals que hi havia a Itàlia en aquella època.

### Administració
La documentació conservada relativa a Calàbria és menys important que la de Longobardia perquè les fonts trobades daten del final de la dominació romana d'Orient sobre la zona. El tema de Calàbria no es va dividir en turmes (divisió clàssica dels temes dirigits per un turmarca) sinó en districtes de la ciutat (diakratesis) de vegades anomenats eparquies. A Oppido es menciona un drungue amb un drungari (oficial subordinat al turmarca) a mitjans del segle xi. Podria ser una supervivència d'antigues institucions. Sembla que les ciutats tenien una gran autonomia i podien pactar amb els àrabs o els normands. Malgrat aquests arranjaments locals, la situació del tema de Calàbria era similar a la dels altres temes de l'imperi.

### Societat
A diferència de Longobardia, els habitants de Calàbria eren principalment grecs i seguien les lleis romanes d'Orient clàssiques i el ritu ortodox grec. Aquest predomini de l'element hel·lènic es deu, segurament, a la conquesta de Sicília pels àrabs, que va comportar una important migració de les poblacions gregues des de l'illa cap a la part continental, mentre que Longobardia estava poblada per poblacions longobardes. L'establiment grec a Calàbria va ser més fàcil ja que una gran part del territori no estava habitat. Molts monjos hi van fundar establiments religiosos, a Calàbria i als principats llombards situats més al nord (com ara al Principat de Salern). Entre aquestes fundacions hi ha l'Abadia territorial de Santa Maria di Grottaferrata fundada per Nil de Rossano el 1004. Aquesta cultura grega a Calàbria va continuar molt després de la caiguda de la zona en mans dels normands. Barlaam de Seminara, que va viure a la primera meitat del segle xiv, va participar activament en la controvèrsia sobre l'hesicasme.
A diferència de Longobardia, que estava molt vinculada amb els Balcans, Calàbria estava influenciada pels musulmans de Sicília i d'Àfrica. L'única moneda d'or coneguda al tema era el tarin, una moneda musulmana encunyada a Ifríqiya i a Sicília. Però Calàbria gairebé sempre va estar sota la influència de l'Imperi d'Orient ja des del segle vi, a diferència de Longobardia envaïda durant un temps pels llombards. De fet, el model tradicional romà d'Orient es va aplicar amb més força a Calàbria. Una altra diferència amb Longobardia era que la propietat privada estava molt consolidada a Calàbria i l'Església tenia propietats importants. Així, a la metròpoli de Reggio a mitjans del segle xi, l'església tenia prop de 281 finques, 7 municipis exempts i altres béns diversos. Alguns laics també tenien dominis importants. A nivell agrícola, es cultivava l'olivera, el lli i la morera blanca, que s'utilitzava per alimentar els cucs de seda.
Calàbria, encara que tenia una autonomia bastant gran i una organització econòmica diferent a la de Constantinoble, va adoptar diverses característiques pròpies de l'Imperi Romà d'Orient (l'augment de les grans propietats n'era una). Malgrat el predomini dels grecs entre la població, Calàbria va oferir menys resistència que Longobardia a la penetració normanda, que es va intensificar a partir del 1040. La caiguda de Bari el 1071 va provocar el final de la presència de l'Imperi Romà d'Orient a Itàlia, però Calàbria ja havia caigut en mans dels normands uns anys abans. La regió va ser convertida en ducat per Robert Guiscard el 1059 que va prendre Reggio el 1061. La presència de l'Imperi d'Orient a Calàbria va deixar un llegat important quant a l'organització urbana de la zona que diferia de la resta d'Itàlia (a excepció de la veïna Longobardia).